# Горафе
Горафе (ісп. Gorafe) — муніципалітет в Іспанії, у складі автономної спільноти Андалусія, у провінції Гранада. Населення — 474 особи (2010).
Муніципалітет розташований на відстані близько 330 км на південь від Мадрида, 60 км на північний схід від Гранади.

## Демографія
Динаміка населення (INE ):

## Галерея зображень

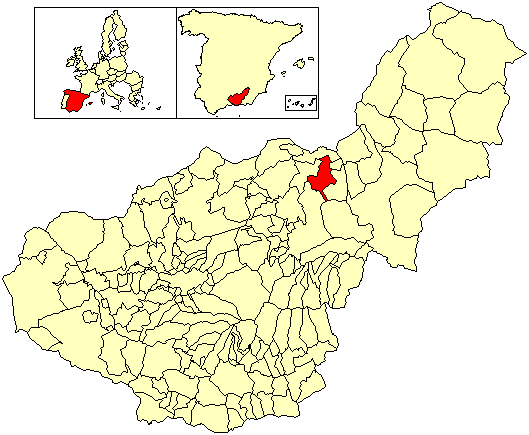
Розташування муніципалітету у провінції Гранада